# Champagne from a Straw
Champagne From a Straw è il secondo singolo estratto da Ten Feet High, l'album di debutto da solista di Andrea Corr.
Questo brano dalle sonorità allegre che richiamano i ritmi latini, è stato scritto da Andrea che in chiave ironica parla degli eccessi e dei capricci che caratterizzano la vita di una celebrità.
(Andrea Corr, Marie Claire, giugno 2007)
(Andrea Corr, Metro: 60 second interview, agosto 2007)